# 7049 Meibom
7049 Meibom eller 1981 UV21 är en asteroid i huvudbältet som upptäcktes den 24 oktober 1981 av den amerikanska astronomen Schelte J. Bus vid Palomar-observatoriet. Den är uppkallad efter Anders Meibom.